# امیررضا شهروش
امیررضا شهروش. (متولد سال ۱۳۷۷ در قزوین)، بازیکن  تیم ملی بسکتبال ایران می‌باشد. او دارای ۱.۹۰ سانتی‌متر قد که در پست ۱ (pG) پوینت گارد بازی می‌کند.
وی در مسابقات جام ملت‌های آسیا (۲۰۱۶) در سالن آزادی ایران به همراه تیم ملی به کسب قهرمانی رسید ، به کسب قهرمانی، رسید.

## افتخارات
1. قهرمانی نونهالان کشور
2. حضور در کمپ بدون مرز بسکتبال در کانادا
3. قهرمانی با تیم ملی در بازی های آسیایی ۲۰۱۶